# Alacaatlı, Çankaya
Alacaatlı là một xã thuộc huyện Çankaya, tỉnh Ankara, Thổ Nhĩ Kỳ.